# Лесотосаурус
Лесотосаурус (лат. Lesothosaurus) је врста фабросаура из јуре.

## Грађа
Изгледао је као мали грабљиви диносаур, али су му зуби највероватније били прилагођени за жвакање биљне хране. На то да је био биљојед указује и његова кратка вилица. Кретао се на задњим ногама. Кости удова су му биле издужене, а бег најчешће решење да избегне предатора. Максимална дужина му је била до једног метра.

## Фосилни налази
У Лесоту (по коме је и добио назив) су пронађени малобројни фосили ове животиње, од којих су најзанимљивија два која приказују животиње збијене највероватније у естивацији, пошто је лесотосаурус настањивао топла и сува станишта.